# Sceptonia tenuis
Sceptonia tenuis är en tvåvingeart som beskrevs av Edwards 1925. Sceptonia tenuis ingår i släktet Sceptonia, och familjen svampmyggor. Arten är reproducerande i Sverige.